# Пейт, Дэвид
Дэвид Пейт (англ. David Pate; род. 16 апреля 1962, Лос-Анджелес) — американский теннисист, бывшая первая ракетка мира в парном разряде.
- Победитель Открытого чемпионата Австралии и финалист Открытого чемпионата США 1991 года в мужском парном разряде.
- В общей сложности победитель 20 турниров Большого шлема, Гран-при и АТР в одиночном и парном разрядах.

## Биография
Дэвид Пейт родился в теннисной семье. Его отец Чак Пейт был одним из учителей чемпиона-профессионала Панчо Гонсалеса, который впоследствии устроил его на работу тренером в лас-вегасскую гостиницу «Сизарс-пэлас». Братья Дэвида, Джек и Чак-младший, также играли в теннис, Джек защищал цвета Техасского христианского университета, а Чак — университета Бригама Янга.
После завершения игровой карьеры Дэвид Пейт возглавил теннисный клуб при отелях «Баллис» и «Фламинго» в Лас-Вегасе. Его сыновья Дакота и Колтон продолжили семейную теннисную традицию: оба выступали за сборную средней школы Коронадо, а Дакота затем играл за команды университета Теннесси в Чаттануге (как спортсмен-стипендиат) и Айдахского университета.

## Игровая карьера
Дэвид Пейт, как и его брат Джек, поступил в Техасский христианский университет и за время учёбы по три раза включался в символическую любительскую сборную США в одиночном и парном разрядах. В 1981 году в паре с Карлом Рихтером он стал чемпионом NCAA, а на следующий год был включён в сборную США в юношеском Кубке Дэвиса.
К моменту окончания университета Пейт уже имел на своём счету выход в финал турнира класса «челленджер» в Беркли. Со второй половины 1983 года его выступления в профессиональных турнирах стали регулярными, и уже в декабре он дошёл в паре с Эриком Шербеком до третьего круга на Открытом чемпионате Австралии. В марте 1984 года Пейт выиграл «челленджер» в парном разряде в Вене, а в мае в Форест-Хиллс (Нью-Йорк) пробился, также в парах, в первый в карьере финал турнира Гран-при. Ближе к концу года он повторил этот успех уже в одиночном разряде в Гонолулу, а сразу же вслед за этим выиграл свой первый турнир Гран-при в одиночном разряде — Открытый чемпионат Японии. За эти два турнира он победил пятерых соперников из Top-50 рейтинга ATP и в итоге сам закончил сезон в числе 50 лучших теннисистов мира.
В следующие три года Пейт ещё четыре раза играл в финалах турниров Гран-при в одиночном разряде, завоевав в 1987 году в Лос-Анджелесе свой второй титул. По пути в финал в Ла-Квинте в 1985 году он нанёс первое за карьеру поражение сопернику из первой десятки рейтинга — Аарону Крикстейну, а в дальнейшем побеждал Стефана Эдберга (дважды — как шестую ракетку мира в 1985 году и как вторую в 1987 году) и Ивана Лендла (занимавшего к моменту матча между ними в 1987 году первое место в рейтинге). Для самого Пейта высшим местом в рейтинге стало 18-е, достигнутое к июню 1987 года. За этот же период Пейт в паре со Скоттом Дэвисом и Кевином Карреном выиграл пять турниров Гран-при в парном разряде и ещё шесть раз проигрывал в финалах. В 1987 году они с Кевином Карреном завоевали право на участие в турнире Мастерс — итоговом турнире года среди сильнейших теннисистов мира в одиночном и парном разрядах.
После 1987 года успехи Пейта в одиночном разряде пошли на спад, хотя в 1988 году он ещё обыграл пятую ракетку мира Джимми Коннорса. В парах же он продолжал выступать успешно, выигрывая по несколько турниров ежегодно. 1988 год Пейт закончил на 12-м месте в рейтинге парных игроков, а 1989 год — на 20-м. В 1990 году он совершил рывок наверх, выиграв за первый сезон только что созданного АТР-тура пять турниров в паре со Скоттом Дэвисом и ещё дважды проиграв в финале, завершив год в полуфинале Мастерс и на шестой позиции в рейтинге. Добавив в начале нового сезона две победы подряд, в том числе на Открытом чемпионате Австралии, Пейт в середине января 1991 года поднялся на первое место в рейтинге и оставался на нём непрерывно до начала июля, потеряв лидирующую позицию после поражений в первом круге Открытого чемпионата Франции и третьем круге Уимблдонского турнира. На четвёртом турнире Большого шлема 1991 года — Открытом чемпионате США — они с Дэвисом снова дошли до финала, но проиграли там новым лидерам рейтинга Джону Фицджеральду и Андерсу Ярриду. В этом году Пейт провёл также единственный за карьеру матч в составе сборной США в Кубке Дэвиса, проиграв с Дэвисом парную встречу соперникам из команды Германии. Американская команда, несмотря на это, вышла в финал, но там играла уже без Пейта.
Завоёванный в Вашингтоне незадолго до Открытого чемпионата США титул оказался для Пейта последним в карьере на турнирах АТР-тура. Он ещё трижды за 1993 год доходил до финалов с новым партнёром — канадцем Гленном Мичибатой, а последний полуфинал сыграл в феврале 1996 года в паре с Майклом Джойсом, проиграв в Мемфисе сильнейшей паре мира Тодд Вудбридж-Марк Вудфорд. Пейт завершил профессиональные выступления в мае того же года.

## Участие в финалах турниров за карьеру

### Одиночный разряд (2+4)
| Легенда          |
| ---------------- |
| Большой шлем (0) |
| Мастерс (0)      |
| Гран-при/WCT (6) |

| Результат | №  | Дата             | Турнир                           | Покрытие | Соперник в финале | Счёт в финале      |
| --------- | -- | ---------------- | -------------------------------- | -------- | ----------------- | ------------------ |
| Поражение | 1. | 24 сентября 1984 | Гонолулу, Гавайи, США            | Хард     | Марти Дэвис       | 1-6, 2-6           |
| Победа    | 1. | 8 октября 1984   | Открытый чемпионат Японии, Токио | Хард     | Терри Мур         | 6-3, 7-5           |
| Поражение | 2. | 18 февраля 1985  | Ла-Квинта, Калифорния, США       | Хард     | Ларри Стефанки    | 1-6, 4-6, 6-3, 3-6 |
| Поражение | 3. | 30 марта 1987    | Чикаго, США                      | Ковёр(i) | Тим Майотт        | 4-6, 2-6           |
| Поражение | 4. | 13 апреля 1987   | Открытый чемпионат Японии, Токио | Хард     | Стефан Эдберг     | 6-7, 4-6           |
| Победа    | 2. | 21 сентября 1987 | Лос-Анджелес, США                | Хард     | Стефан Эдберг     | 6-4, 6-4           |

### Мужской парный разряд (18+18)
| Легенда                                  |
| ---------------------------------------- |
| Большой шлем (2)                         |
| Мастерс/Чемпионат мира АТР (0)           |
| ATP Championship Series, Single Week (2) |
| ATP Championship Series (5)              |
| ATP World (8)                            |
| Гран-при/WCT (19)                        |

#### Победы (18)
| №   | Дата             | Турнир                                 | Покрытие | Партнёр      | Соперники в финале               | Счёт в финале      |
| --- | ---------------- | -------------------------------------- | -------- | ------------ | -------------------------------- | ------------------ |
| 1.  | 5 августа 1985   | Страттон-Маунтин, Вермонт, США         | Хард     | Скотт Дэвис  | Роберт Сегусо Кен Флэк           | 3-6, 7-6, 7-6      |
| 2.  | 14 октября 1985  | Открытый чемпионат Японии, Токио       | Хард     | Скотт Дэвис  | Сэмми Джаммалва Грег Холмс       | 7-6, 6-7, 6-3      |
| 3.  | 27 января 1986   | Филадельфия, США                       | Ковёр(i) | Скотт Дэвис  | Стефан Эдберг Андерс Яррид       | 7-6, 3-6, 6-3, 7-5 |
| 4.  | 21 сентября 1987 | Лос-Анджелес, США                      | Хард     | Кевин Каррен | Брэд Гилберт Тим Уилкисон        | 6-3, 6-4           |
| 5.  | 16 ноября 1987   | Открытый чемпионат ЮАР, Йоханнесбург   | Хард(i)  | Кевин Каррен | Эрик Корита Брэд Пирс            | 6-4, 6-4           |
| 6.  | 15 февраля 1988  | Мемфис, США                            | Хард(i)  | Кевин Каррен | Петер Лундгрен Микаэль Пернфорс  | 6-2, 6-2           |
| 7.  | 14 ноября 1988   | Открытый чемпионат ЮАР (2)             | Хард(i)  | Кевин Каррен | Гэри Мюллер Тим Уилкисон         | 7-6, 6-4           |
| 8.  | 9 октября 1989   | Australian Indoors, Сидней             | Хард(i)  | Скотт Уорнер | Марк Кратцман Даррен Кэхилл      | 6-3, 6-7, 7-5      |
| 9.  | 17 октября 1989  | Токио, Япония                          | Ковёр(i) | Кевин Каррен | Андрес Гомес Слободан Живоинович | 4-6, 6-3, 7-6      |
| 10. | 2 апреля 1990    | Орландо, Флорида, США                  | Хард     | Скотт Дэвис  | Альфонсо Мора Брайан Пейдж       | 6-3, 7-5           |
| 11. | 7 мая 1990       | Киава-Айленд, Ю. Каролина, США         | Грунт    | Скотт Дэвис  | Джим Грабб Леонардо Лаваль       | 6-2, 6-3           |
| 12. | 30 июля 1990     | Лос-Анджелес (2)                       | Хард     | Скотт Дэвис  | Петер Лундгрен Пол Уэкеса        | 3-6, 6-1, 6-3      |
| 13. | 13 августа 1990  | Индианаполис, США                      | Хард     | Скотт Дэвис  | Грант Коннелл Гленн Мичибата     | 7-6, 7-6           |
| 14. | 29 октября 1990  | Париж, Франция                         | Ковёр(i) | Скотт Дэвис  | Марк Кратцман Даррен Кэхилл      | 5-7, 6-3, 6-4      |
| 15. | 7 января 1991    | Сидней, Австралия                      | Хард     | Скотт Дэвис  | Марк Кратцман Даррен Кэхилл      | 3-6, 6-3, 6-2      |
| 16. | 14 января 1991   | Открытый чемпионат Австралии, Мельбурн | Хард     | Скотт Дэвис  | Патрик Макинрой Дэвид Уитон      | 6-7, 7-6, 6-3, 7-5 |
| 17. | 25 февраля 1991  | Чикаго, США                            | Ковёр(i) | Скотт Дэвис  | Грант Коннелл Гленн Мичибата     | 6-4, 5-7, 7-6      |
| 18. | 15 июля 1991     | Вашингтон, США                         | Хард     | Скотт Дэвис  | Роберт Сегусо Кен Флэк           | 6-4, 6-2           |

#### Поражения (18)
| №   | Дата            | Турнир                           | Покрытие  | Партнёр         | Соперники в финале            | Счёт в финале      |
| --- | --------------- | -------------------------------- | --------- | --------------- | ----------------------------- | ------------------ |
| 1.  | 6 мая 1984      | Нью-Йорк, США                    | Грунт     | Эрни Фернандес  | Дэвид Доулен Ндука Одизор     | 6-7, 5-7           |
| 2.  | 25 марта 1985   | Форт-Майерс, Флорида, США        | Хард      | Сэмми Джаммалва | Роберт Сегусо Кен Флэк        | 6-3, 3-6, 3-6      |
| 3.  | 21 октября 1985 | Токио, Япония                    | Ковёр(i)  | Скот Дэвис      | Роберт Сегусо Кен Флэк        | 6-4, 3-6, 6-7      |
| 4.  | 6 октября 1986  | Скоттсдейл, Аризона, США         | Хард      | Скотт Дэвис     | Леонардо Лаваль Майк Лич      | 6-7, 4-6           |
| 5.  | 2 февраля 1987  | Лион, Франция                    | Ковёр(i)  | Келли Джонс     | Янник Ноа Ги Форже            | 6-4, 3-6, 4-6      |
| 6.  | 2 ноября 1987   | Париж, Франция                   | Ковёр(i)  | Скотт Дэвис     | Клаудио Медзадри Якоб Хласек  | 6-7, 2-6           |
| 7.  | 10 ноября 1987  | Франкфурт, ФРГ                   | Ковёр(i)  | Скотт Дэвис     | Борис Беккер Патрик Кюнен     | 4-6, 2-6           |
| 8.  | 11 апреля 1988  | Открытый чемпионат Японии, Токио | Хард      | Стив Дентон     | Джохан Крик Джон Фицджеральд  | 4-6, 7-6, 4-6      |
| 9.  | 13 марта 1989   | Индиан-Уэллс, Калифорния, США    | Хард      | Кевин Каррен    | Борис Беккер Якоб Хласек      | 6-7, 5-7           |
| 10. | 17 апреля 1989  | Открытый чемпионат Японии (2)    | Hard      | Кевин Каррен    | Роберт Сегусо Кен Флэк        | 6-7, 6-7           |
| 11. | 8 октября 1990  | Токио (2)                        | Ковёр (i) | Скотт Дэвис     | Ги Форже Якоб Хласек          | 6-7, 5-7           |
| 12. | 15 октября 1990 | Лион (2)                         | Ковёр(i)  | Джим Грабб      | Патрик Гэлбрайт Келли Джонс   | 6-7, 4-6           |
| 13. | 29 апреля 1991  | Тампа, Флорида, США              | Грунт     | Ричи Ренеберг   | Роберт Сегусо Кен Флэк        | 7-6, 4-6, 1-6      |
| 14. | 26 августа 1991 | Открытый чемпионат США, Нью-Йорк | Хард      | Скотт Дэвис     | Джон Фицджеральд Андерс Яррид | 3-6, 6-3, 3-6, 3-6 |
| 15. | 7 октября 1991  | Токио (2)                        | Ковёр(i)  | Скотт Дэвис     | Джим Грабб Ричи Ренеберг      | 5-7, 6-2, 6-7      |
| 16. | 29 марта 1993   | Осака, Япония                    | Хард      | Гленн Мичибата  | Кристо ван Ренсбург Марк Кил  | 6-7, 3-6           |
| 17. | 5 апреля 1993   | Открытый чемпионат Японии (3)    | Хард      | Гленн Мичибата  | Рик Лич Кен Флэк              | 6-2, 3-6, 4-6      |
| 18. | 26 июля 1993    | Монреаль, Канада                 | Хард      | Гленн Мичибата  | Джим Курье Марк Ноулз         | 4-6, 6-7           |